# Ваньцзякоуцзи
ГЕС Ваньцзякоуцзи (万家口子水电站) — гідроелектростанція на півдні Китаю у провінції Юньнань. Знаходячись між ГЕС Дакай (вище по течії) та ГЕС Maojiahe, входить до складу каскаду на річці Gexiang (Qingshui), правій твірній Beipan, котра в свою чергу є лівим витоком Hongshui (разом з Qian та Xun утворює основну течію річкової системи Сіцзян, яка завершується в затоці Південно-Китайського моря між Гуанчжоу та Гонконгом). 
У межах проекту річку перекрили арковою греблею із ущільненого котком бетону висотою 168 метрів, довжиною 413 метрів та товщиною від 9 (по гребеню) до 36 (по основі) метрів. Вона утримує водосховище з об'ємом 280 млн м3, із яких корисний об'єм становить 170 млн м3.
Розташований на правобережжі за 0,4 км від греблі наземний машинний зал ввели в експлуатацію у 2018 році з двома турбінами потужністю по 90 МВт. За рік вони повинні забезпечувати виробіток 710 млн кВт-год електроенергії.
Видача продукції відбувається по ЛЕП, розрахованій на роботу під напругою 220 кВ.
Під час спорудження станції використали 1,34 млн м3 бетону та виконали земляні роботи в об'ємі 1,68 млн м3.